# Línguas atlântico-congolesas
Na classificação das línguas africanas, as línguas atlântico-congolesas compõem um ramo da família nigero-congolesa. As línguas atlântico-congolesas compreendem às línguas atlânticas e a todas as outras subfamílias nigero-congolesas, exceto as línguas mandês e línguas cardofanas, acredita-se que estas tenham se dividido antes mesmo que o grupo atlântico. O maior grupo subordinado (em termo de número de línguas) é o volta-congolês; os outros grupos do ramo atlântico-congo são o dogon e ijoid.